# Мартін де Поррес
Мартін де Поррес (ісп. San Martín de Porres 9 грудня 1579, Ліма — 3 листопада 1639, там само) — християнський святий, перуанський священник і лікар, чернець ордену домініканців, перший мулат-американець, канонізований католицькою церквою і визнається лютеранською церквою. Вважається святим покровителем миру в усьому світі.

## Біографія
Позашлюбний син дона Хуана де Порреса, лицаря Алькантарського ордена, і темношкірої вольновідпущеної Ани Веласкес, привезеної в Перу з Панами. Його батько, незважаючи на знатне походження, збіднів, тому не міг розраховувати на шлюб з представницею знатної родирни. У Мартіна була сестра — Хуана, молодша за нього на два роки. Батько не визнав його своїм сином, оскільки Мартін був темношкірим, до того ж Хуан де Поррес був зобов'язаний дотримуватися целібату, поки знаходився на службі. У 1586 р Хуан де Поррес відправив дітей до родичів в Гуаякіль, але вони прийняли тільки Хуану, оскільки у неї була світла шкіра. Мартін був прийнятий на службу донною Ісабель Гарсія Мікель (Isabel García Michel). У 1591 році Мартін прийняв конфірмацію в єпископа Ліми Торібіо де Могровехо.
Мартін поступив на навчання до аптекаря Матео Пастору, одруженому з донькою його опікунки. Це визначило долю Мартіна, бо в подальшому він прославився як лікар і фармацевт. Крім того, він брав уроки у цирульника, які в ті часи займалися хірургією.
Мартін де Поррес був прихожанином монастиря Nuestra Señora del Rosario, виявляючи бажання прийняти послух, але через походження йому в цьому було відмовлено. Не дозволили йому стати і мирським членом ордена.
У 1594 році Мартін де Поррес став слугою теолога Хуана де Лоренсана, протягом 9 років виконуючи чорні роботи (його часто зображують з мітлою в руках). У 1603 році був прийнятий до ордена домініканців послушником, незважаючи на протести батька. У 1606 році він прийняв повну чернечу обітницю. У монастирі він служив цирульником, прачкою і іноді практикував кровопускання. Незабаром йому довірили монастирську аптеку і він швидко прославився як лікар. Значну допомогу йому надавала сестра, яка вдало вийшла заміж; вона влаштувала в своєму будинку притулок для коростявих. Також Мартін де Поррес зумів переконати графа Чінчона пожертвувати 100 песо для заснування притулку для бродяг і бездомних — Asilo de Santa Cruz.
Незважаючи на побожність, Мартін не дотримувався традиції іспанського містицизму, вважаючи за краще здійснювати місію в миру. Особливу увагу він приділяв проповіді серед індіанців і негрів. Був відомий легкістю характеру, а також славився почуттям гумору.
Згідно з його «Житієм», Мартін де Поррес був строгим постником, спав тільки 2 або 3 години на добу, звичайно перед вечірньою молитвою.
У 1619 році Мартін де Поррес захворів малярією, від нападів якої страждав до кінця життя.

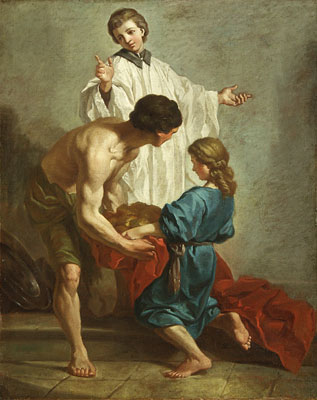
Мартін де Поррес. Невідомий художник. Італія, XVIII в.

## Чудеса
Чудеса, вчинені Мартіном де Поррес розглядалися в 1660—1664 роках Комісією архієпископства Ліми і в 1679—1686 роках Апостольської комісією. Джерелом служили показання братів ордена домініканців. Стверджувалося, що Мартіну було дано дар білокації (він одночасно міг перебувати в двох різних місцях): нібито, його одночасно бачили в Мехіко, Китаї, Японії та Африці, хоча він ніколи не залишав меж Ліми. Ходили чутки, що він міг проходити крізь замкнені двері. Йому приписували дар ясновидіння: стверджувалося, що він завжди міг переконати будь-яку людину, а також передбачав долю.
Сучасні дослідники вказують, що міфологія навколо Мартіна де Порреса стала складатися ще за його життя, але сам він не надавав чутками ніякого значення.

## Смерть і канонізація
Мартін де Поррес помер, оточений славою, 3 листопада 1639 році. Проводити його в останню путь прийшов навіть віце-король Перу — Луїс де Бобаділья (1589—1647). Побоюючись народних хвилювань, влада вирішила поховати його в головному вівтарі собору св. Домініка в Лімі.
Процес беатифікації Мартіна де Порреса затягнувся, і до лику блаженних він був зарахований в 1837 році папою Григорієм XVI. Канонізований він був 6 травня 1962 році Папою Іоанном XXIII. У католицькому церковному році його день святкується 3 листопада.
Мартін де Поррес є святим покровителем:
- Миру в усьому світі (Patrón Universal de la Paz)
- Людей змішаної раси
- Хворих і цирульників
- Товариства Перу (Patrono de la Justicia Social en el Perú)
- Університету Сан-Мартін-де-Поррес
- Госпіталю Hipolito Unanue de Tacna в Перу
- Видавців Перу і газети El Peruano